# Hans Kalt
Hans Kalt, född 26 mars 1924, död 2 januari 2011 i Zug, var en schweizisk roddare.
Kalt blev olympisk silvermedaljör i tvåa utan styrman vid sommarspelen 1948 i London.